# Rozróby i romanse
Rozróby i romanse – oficjalna kontynuacja komiksu Janusza Christy Kajko i Kokosz, trzeci tom serii zatytułowanej "Opowieści z Mirmiłowa", która zawiera krótkie historie o postaciach z uniwersum Kajko i Kokosz. W albumie znaleźli się nowi rysownicy jak Mieczysław Fijał, Tomasz Lew Leśniak i Magdalena Kania.
Album zawiera historie:
- Zbójcerze na wakacjach (rys. Sławomir Kiełbus, scenariusz Maciej Kur) - Hegemon i jego wojownicy udają się na zorganizowany urlop, ale wchodzą w rywalizację z wikingami z albumu Na wczasach.
- Delegacja (rys. Piotr Bednarczyk, scenariusz Maciej Kur), historia w której zbój Łamingat przybywa w delegacji na ziemię groźnego władcy Gromihorda, który lęka się, że słynący z okradania bogatych by rozdać biednych Łamignat planuje go okraść.
- Wielki Wojaż Woja Wita (rys Mieczysław Fijał, scenariusz Maciej Kur) Woj Wit wyrusza odnaleźć zaginioną miłość sprzed lat. Historia wyróżnia się tym, iż narracja jak i większość dialogów napisana jest w rymie.
- Zdrada (rys. Tomasz Lew Leśniak, scenariusz Maciej Kur, w którym zbójcerze planują wynająć zawodowego zdrajcę by podbić Mirmiłowo.
- Drewniany żubr (rysunki i scenariusz - Tomasz Samojlik) parodia historii o Koniu Trojańskim w którym Zbójcerze planują wykorzystać konkurs na drewnianego żubra by podbić Mirmiłowo.
- Smakosz (rys Magdalena Kania, scenariusz Maciej Kur) Kokosz postanawia zostać krytykiem kulinarnym.
- Rozróby i Romanse (rys Tomasz Lew Leśniak, scenariusz Maciej Kur) Mirmił spotyka swojego brata Wojmiła, który namawia go by wymknąć się, gdy jego żona śpi i wziąć udział w najeździe na wroga.